# Satisfaction (singel)
Satisfaction – debiutancki singel włoskiego DJ-a, Benny’ego Benassiego, pochodzący z jego debiutanckiego albumu Hypnotica wydanego w 2002 roku.

## Lista utworów
| #   | Tytuł                                       | Długość |
| --- | ------------------------------------------- | ------- |
| 1.  | „Satisfaction (Radio Edit)”                 | 3:19    |
| 2.  | „Satisfaction (Isak Original)”              | 6:39    |
| 3.  | „Satisfaction (Voltaxx Radio Edit)”         | 3:42    |
| 4.  | „Satisfaction (Greece Dub)”                 | 6:40    |
| 5.  | „Satisfaction (Robbie Rivera Remix)”        | 7:51    |
| 6.  | „Satisfaction (Steve Murano Remix)”         | 8:24    |
| 7.  | „Satisfaction (Voltaxx Remix)”              | 5:43    |
| 8.  | „Satisfaction (DJ I.C.O.N. Remix)”          | 5:29    |
| 9.  | „Satisfaction (B-Deep Remix)”               | 6:28    |
| 10. | „Satisfaction (Isak Original Instrumental)” | 6:39    |
| 11. | „Satisfaction (Greece Dub Instrumental)”    | 6:40    |
| 12. | „Satisfaction (Isak Original Edit)”         | 4:06    |

## Pozycje na listach
| Lista (2003)             | Najwyższa pozycja |
| ------------------------ | ----------------- |
| Australia Singles Top 50 | 10                |
| Holandia Top 40          | 16                |
| Francja Singles Top 100  | 12                |
| Irlandia Singles Top 50  | 11                |
| Niemcy Singles Top 100   | 38                |
| UK Singles Top 75        | 2                 |
| Belgia Singles Top 50    | 14                |
| Szwecja Singles Top 100  | 44                |
| Dania Singles Top 40     | 17                |